# اس‌تی‌اس-۸۵
اس‌تی‌اس-۸۵ (انگلیسی: STS-85) یکی از ماموریت‌های برنامه شاتل‌های فضایی بود که در تاریخ ۷ آگوست ۱۹۹۷ از پایگاه فضایی کندی به فضا پرتاب شد. این ماموریت حدوداً دوازده روزه توسط شاتل دیسکاوری انجام گرفت و بخشی از پروژه مطالعات در فضا بود.